# Center for Economic Studies
Das Center for Economic Studies (CES) ist ein eigenständiges Institut an der Volkswirtschaftlichen Fakultät der Ludwig-Maximilians-Universität München.
Es fördert den internationalen Austausch in Finanzwissenschaften und anderen ökonomischen Gebieten. Dazu organisiert das Institut Gastaufenthalte und unterstützt Gastwissenschaftler, die in München ihre Forschungsvorhaben verfolgen und im Gegenzug kurze Vorlesungsreihen halten.
Seit der Gründung im Jahr 1991 waren so 914 Wissenschaftler am Institut zu Gast (Stand Ende 2016). Die Arbeit des CES wird von einem wissenschaftlichen Beirat begleitet und unterstützt, der sich aus rund 20 internationalen Experten zusammensetzt.

## Geschichte
Das Institut wurde am 18. Januar 1991 von Hans-Werner Sinn gegründet. Zu den ersten Gästen zählten Gary Becker, David Bradford, Richard Musgrave und David Wildasin. Im Jahr 1994 wurde CES zum Mitherausgeber der Zeitschrift Economic Policy, Europas führender wissenschaftlicher Zeitschrift auf dem Gebiet der Wirtschaftspolitik. Im selben Jahr verlieh CES zum ersten Mal die Auszeichnung Distinguished CES Fellow. Seit 1998 bietet das CES als eines der ersten Institute weltweit die Möglichkeit, per Internet an der ökonomischen Diskussion seiner Gemeinschaft teilzuhaben.
1998 wurde auch die hauseigene Forschergruppe entscheidend vergrößert.
Seit 1999 kooperiert das Institut mit dem ifo Institut, einem der größten Wirtschaftsforschungsinstitute Deutschlands. Beide Organisationen sind seitdem Teil der CESifo-Gruppe und die treibende Kraft dahinter, die Verbindungen zwischen ökonomischer Theorie und empirischer Forschung zu stärken, den persönlichen und fachlichen Kontakt mit internationalen Wissenschaftlern zu fördern und München so zur Plattform der wirtschaftswissenschaftlichen und wirtschaftspolitischen Forschung zu machen.

## Distinguished CES Fellows
Seit 1994 verleiht das Institut jährlich die Auszeichnung Distinguished CES Fellow. Der ausgezeichnete Wirtschaftswissenschaftler hält eine Vorlesung („Munich Lecture in Economics“), die in einer eigenen Buchreihe des Verlags MIT Press veröffentlicht wird. Preisträger waren:
- 1994: Avinash Dixit
- 1995: Anthony Atkinson
- 1996: Jean Tirole (Nobelpreisträger 2014)
- 1997: Paul Krugman (Nobelpreisträger 2008)
- 1998: Rudiger Dornbusch
- 1999: Guido Tabellini
- 2000: Peter A. Diamond (Nobelpreisträger 2010)
- 2001: Oliver Hart (Nobelpreisträger 2016)
- 2002: Nicholas Stern
- 2003: James M. Poterba
- 2004: Andrei Shleifer
- 2005: Bruno S. Frey
- 2006: Alberto Alesina
- 2007: Philippe Aghion
- 2008: Olivier Blanchard
- 2009: Robin Boadway
- 2010: Richard W. Blundell
- 2011: Partha Dasgupta
- 2012: Esther Duflo (Nobelpreisträgerin 2019)
- 2013: Ernst Fehr
- 2014: Kenneth S. Rogoff
- 2015: Daron Acemoğlu (Nobelpreisträger 2024)
- 2016: Bengt Holmström (Nobelpreisträger 2016)
- 2017: Susan Athey
- 2018: Torsten Persson
- 2019: Amy Finkelstein
- 2020: Nicholas Bloom
- 2021: Matthew Gentzkow
- 2022: Claudia Goldin (Nobelpreisträgerin 2023)
- 2023: Janet Currie
- 2024: Pinelopi Goldberg